# Брото
Брото (ісп. Broto) — муніципалітет в Іспанії, у складі автономної спільноти Арагон, у провінції Уеска. Населення — 547 осіб (2009).
Муніципалітет розташований на відстані близько 380 км на північний схід від Мадрида, 55 км на північний схід від Уески.
На території муніципалітету розташовані такі населені пункти: (дані про населення за 2009 рік)
- Асін-де-Брото: 26 осіб
- Бергуа: 47 осіб
- Брото: 254 особи
- Буеса: 42 особи
- Ото: 79 осіб
- Сарвісе: 94 особи

## Демографія
Динаміка населення (INE ):